# 2009-es Vuelta ciclista a España
A 2009-es Vuelta a España augusztus 29-én kezdődött Assenben, Hollandiában és szeptember 20-án fejeződött be Madridban. A verseny 23 napja alatt 3292,3 km-t tettek meg a kerekesek. Az előző évi győztes spanyol Alberto Contador nem volt jelen a versenyen.

## Részt vevő csapatok
- Amerikai Egyesült Államok

Garmin–Slipstream
Team Columbia–HTC
- Belgium

Quick Step
Silence-Lotto
- Dánia

Team Saxo Bank
- Franciaország

Ag2r-La Mondiale
Bouygues Télécom
Cofidis, le Crédit par téléphone
Française des Jeux
- Hollandia

Rabobank
Vacansoleil Pro Cycling Team
- Kazahsztán

Astana
- Németország

Team Milram
- Olaszország

Lampre
Liquigas
- Spanyolország

Andalucia-Cajasur
Caisse d'Epargne
Euskaltel-Euskadi
Contentpolis–Ampo
Fuji–Servetto
Xacobeo Galicia
- Svájc

Cervélo TestTeam

## Szakaszok
| Szakasz   | Végpontok            | Végpontok                  | Hossz     | Jelleg            | Időpont                   |
| Szakasz   | Rajt                 | Cél                        | Hossz     | Jelleg            | Időpont                   |
| --------- | -------------------- | -------------------------- | --------- | ----------------- | ------------------------- |
| 1.        | Assen                | Assen                      | 4,8 km    | egyéni időfutam   | augusztus 29., szombat    |
| 2.        | Assen                | Emmen                      | 203,7 km  | sík szakasz       | augusztus 30., vasárnap   |
| 3.        | Zutphen              | Venlo                      | 189,7 km  | sík szakasz       | augusztus 31., hétfő      |
| 4.        | Venlo                | Liège                      | 225,5 km  | sík szakasz       | szeptember 1., kedd       |
| pihenőnap | pihenőnap            | pihenőnap                  | pihenőnap | pihenőnap         | szeptember 2., szerda     |
| 5.        | Tarragona            | Vinaròs                    | 174 km    | sík szakasz       | szeptember 3., csütörtök  |
| 6.        | Xàtiva               | Xàtiva                     | 176,8 km  | sík szakasz       | szeptember 4., péntek     |
| 7.        | Valencia             | Valencia                   | 30 km     | egyéni időfutam   | szeptember 5., szombat    |
| 8.        | Alzira               | Alto de Aitana             | 204,7 km  | hegyi szakasz     | szeptember 6., vasárnap   |
| 9.        | Alcoy                | Xorret del Catí            | 188,8 km  | hegyi szakasz     | szeptember 7., hétfő      |
| 10.       | Alicante             | Murcia                     | 171,2 km  | sík szakasz       | szeptember 8., kedd       |
| 11.       | Murcia               | Caravaca de la Cruz        | 200 km    | sík/hegyi szakasz | szeptember 9., szerda     |
| pihenőnap | pihenőnap            | pihenőnap                  | pihenőnap | pihenőnap         | szeptember 10., csütörtök |
| 12.       | Almería              | Alto de Velefique          | 179,3 km  | hegyi szakasz     | szeptember 11., péntek    |
| 13.       | Berja                | Sierra Nevada              | 172,4 km  | hegyi szakasz     | szeptember 12., szombat   |
| 14.       | Granada              | La Pandera                 | 157 km    | hegyi szakasz     | szeptember 13. vasárnap   |
| 15.       | Jaén                 | Córdoba                    | 167,7 km  | sík szakasz       | szeptember 14. hétfő      |
| 16.       | Córdoba              | Puertollano                | 170,3 km  | sík szakasz       | szeptember 15., kedd      |
| 17.       | Ciudad Real          | Talavera de la Reina       | 193,6 km  | sík szakasz       | szeptember 16., szerda    |
| 18.       | Talavera de la Reina | Ávila                      | 165 km    | sík/hegyi szakasz | szeptember 17., csütörtök |
| 19.       | Ávila                | La Granja de San Ildefonso | 179,8 km  | hegyi szakasz     | szeptember 18., péntek    |
| 20.       | Toledo               | Toledo                     | 27,8 km   | egyéni időfutam   | szeptember 19., szombat   |
| 21.       | Rivas-Vaciamadrid    | Madrid                     | 110,2 km  | sík szakasz       | szeptember 20. vasárnap   |

## A különböző trikók tulajdonosai
| Szakasz     | Győztes              | Összetett          | Pontverseny        | Hegyi verseny          | Kombinált verseny        | Csapatverseny     |
| ----------- | -------------------- | ------------------ | ------------------ | ---------------------- | ------------------------ | ----------------- |
| 1           | Fabian Cancellara    | Fabian Cancellara  | Fabian Cancellara  | nem volt               | Fabian Cancellara        | Liquigas          |
| 2           | Gerald Ciolek        | Fabian Cancellara  | Tom Boonen         | nem volt               | Fabian Cancellara        | Liquigas          |
| 3           | Greg Henderson       | Fabian Cancellara  | Tom Boonen         | nem volt               | Fabian Cancellara        | Liquigas          |
| 4           | André Greipel        | Fabian Cancellara  | André Greipel      | Lars Boom              | Dominik Roels            | Liquigas          |
| 5           | André Greipel        | André Greipel      | André Greipel      | Aitor Hernández        | Serafín Martínez Acevedo | Liquigas          |
| 6           | Borut Božič          | André Greipel      | André Greipel      | José Antonio López Gil | Serafín Martínez Acevedo | Liquigas          |
| 7           | Fabian Cancellara    | Fabian Cancellara  | André Greipel      | José Antonio López Gil | Dominik Roels            | Garmin–Slipstream |
| 8           | Damiano Cunego       | Cadel Evans        | André Greipel      | David Moncoutie        | Cadel Evans              | Caisse d'Epargne  |
| 9           | Gustavo César Veloso | Alejandro Valverde | André Greipel      | David Moncoutie        | Cadel Evans              | Caisse d'Epargne  |
| 10          | Simon Gerrans        | Alejandro Valverde | André Greipel      | David de la Fuente     | Cadel Evans              | Caisse d'Epargne  |
| 11          | Tyler Farrar         | Alejandro Valverde | André Greipel      | David Moncoutie        | Cadel Evans              | Caisse d'Epargne  |
| 12          | Ryder Hesjedal       | Alejandro Valverde | André Greipel      | David Moncoutie        | Alejandro Valverde       | Caisse d'Epargne  |
| 13          | David Moncoutie      | Alejandro Valverde | André Greipel      | David Moncoutie        | Alejandro Valverde       | Caisse d'Epargne  |
| 14          | Damiano Cunego       | Alejandro Valverde | Alejandro Valverde | David Moncoutie        | Alejandro Valverde       | Caisse d'Epargne  |
| 15          | Lars Boom            | Alejandro Valverde | Alejandro Valverde | David Moncoutie        | Alejandro Valverde       | Xacobeo Galicia   |
| 16          | André Greipel        | Alejandro Valverde | André Greipel      | David Moncoutie        | Alejandro Valverde       | Xacobeo Galicia   |
| 17          | Anthony Roux         | Alejandro Valverde | André Greipel      | David Moncoutie        | Alejandro Valverde       | Xacobeo Galicia   |
| 18          | Philip Deignan       | Alejandro Valverde | André Greipel      | David Moncoutie        | Alejandro Valverde       | Xacobeo Galicia   |
| 19          | Juan José Cobo       | Alejandro Valverde | André Greipel      | David Moncoutie        | Alejandro Valverde       | Xacobeo Galicia   |
| 20          | David Millar         | Alejandro Valverde | André Greipel      | David Moncoutie        | Alejandro Valverde       | Xacobeo Galicia   |
| 21          | André Greipel        | Alejandro Valverde | André Greipel      | David Moncoutie        | Alejandro Valverde       | Xacobeo Galicia   |
| Végeredmény | Végeredmény          | Alejandro Valverde | André Greipel      | David Moncoutie        | Alejandro Valverde       | Xacobeo Galicia   |

## Végeredmény
Összetett
| Hely | Versenyző          | Csapat            | Idő         |
| ---- | ------------------ | ----------------- | ----------- |
| 1.   | Alejandro Valverde | Caisse d'Epargne  | 87h 22' 37" |
| 2.   | Samuel Sánchez     | Euskaltel-Euskadi | + 55"       |
| 3.   | Cadel Evans        | Silence-Lotto     | + 1' 32"    |
| 4.   | Ivan Basso         | Liquigas          | + 2' 12"    |
| 5.   | Ezequiel Mosquera  | Xacobeo Galicia   | + 4' 27"    |
| 6.   | Robert Gesink      | Rabobank          | + 6' 40"    |
| 7.   | Joaquin Rodriguez  | Caisse d'Epargne  | + 9' 08"    |
| 8.   | Paolo Tiralongo    | Lampre            | + 9' 11"    |
| 9.   | Philip Deignan     | Cervélo TestTeam  | + 11' 08"   |
| 10.  | Juan José Cobo     | Fuji–Servetto     | + 11' 27"   |

Pontverseny
| Hely | Versenyző          | Csapat                       | Pont |
| ---- | ------------------ | ---------------------------- | ---- |
| 1.   | André Greipel      | Team Columbia–HTC            | 150  |
| 2.   | Alejandro Velverde | Caisse d'Epargne             | 111  |
| 3.   | Daniele Bennati    | Liquigas                     | 101  |
| 4.   | Cadel Evans        | Silence-Lotto                | 99   |
| 5.   | Samuel Sánchez     | Euskaltel-Euskadi            | 89   |
| 6.   | Borut Božič        | Vacansoleil Pro Cycling Team | 68   |
| 7.   | Ezequiel Mosquera  | Xacobeo Galicia              | 68   |
| 8.   | Robert Gesink      | Rabobank                     | 68   |
| 9.   | Ivan Basso         | Liquigas                     | 64   |
| 10.  | Leonardo Duque     | Cofidis                      | 64   |

Hegyi pontverseny
| Hely | Versenyző               | Csapat                       | Pont |
| ---- | ----------------------- | ---------------------------- | ---- |
| 1.   | David Moncoutie         | Cofidis                      | 186  |
| 2.   | David de la Fuente      | Fuji–Servetto                | 99   |
| 3.   | Julián Sánchez Pimienta | Contentpolis–Ampo            | 73   |
| 4.   | Alejandro Valverde      | Caisse d'Epargne             | 67   |
| 5.   | Ezequiel Mosquera       | Xacobeo Galicia              | 61   |
| 6.   | Pieter Weening          | Rabobank                     | 60   |
| 7.   | Javier Ramírez Abeja    | Andalucia-Cajasur            | 59   |
| 8.   | Robert Gesink           | Rabobank                     | 58   |
| 9.   | Johnny Hoogerland       | Vacansoleil Pro Cycling Team | 54   |
| 10.  | Samuel Sánchez          | Euskaltel-Euskadi            | 52   |

Kombinált verseny
| Hely | Versenyző          | Csapat                       | Pont |
| ---- | ------------------ | ---------------------------- | ---- |
| 1.   | Alejandro Valverde | Caisse d'Epargne             | 7    |
| 2.   | Samuel Sánchez     | Euskaltel-Euskadi            | 17   |
| 3.   | Ezequiel Mosquera  | Xacobeo Galicia              | 17   |
| 4.   | Cadel Evans        | Silence-Lotto                | 19   |
| 5.   | Robert Gesink      | Rabobank                     | 22   |
| 6.   | Ivan Basso         | Liquigas                     | 29   |
| 7.   | David Moncoutie    | Cofidis                      | 40   |
| 8.   | Johnny Hoogerland  | Vacansoleil Pro Cycling Team | 52   |
| 9.   | Juan José Cobo     | Fuji–Servetto                | 53   |
| 10.  | Joaquin Rodriguez  | Caisse d'Epargne             | 58   |

Csapatverseny
| Hely | Csapat                           | Idő          |
| ---- | -------------------------------- | ------------ |
| 1.   | Xacobeo Galicia                  | 261h 57' 19" |
| 2.   | Caisse d'Epargne                 | + 23' 43"    |
| 3.   | Astana                           | + 31' 39"    |
| 4.   | Cofidis, le Crédit par téléphone | + 39' 37"    |
| 5.   | Fuji–Servetto                    | + 52' 23"    |
| 6.   | Rabobank                         | + 57' 35"    |
| 7.   | Euskaltel-Euskadi                | + 1h 04' 40" |
| 8.   | Silence-Lotto                    | + 1h 07' 04" |
| 9.   | Cervélo TestTeam                 | + 1h 19' 27" |
| 10.  | Liquigas                         | + 1h 34' 05" |

## Statisztika

### Szakaszgyőzelmek országonként
| Ország             | Győzelmek száma | Győztesek (győzelmeik száma)                 |
| ------------------ | --------------- | -------------------------------------------- |
| Németország        | 5               | André Greipel (4), Gerald Ciolek (1)         |
| Franciaország      | 2               | David Moncoutie (1), Anthony Roux (1)        |
| Olaszország        | 2               | Damiano Cunego (2)                           |
| Spanyolország      | 2               | Gustavo César Veloso (1), Juan José Cobo (1) |
| Svájc              | 2               | Fabian Cancellara (2)                        |
| Ausztrália         | 1               | Simon Gerrans                                |
| Egyesült Királyság | 1               | David Millar                                 |
| Hollandia          | 1               | Lars Boom                                    |
| Írország           | 1               | Philip Deignan                               |
| Kanada             | 1               | Ryder Hesjedal                               |
| Szlovénia          | 1               | Borut Božič                                  |
| USA                | 1               | Tyler Farrar                                 |
| Új-Zéland          | 1               | Greg Henderson                               |

### Szakaszgyőzelmek csapatonként
| Csapat                           | Győzelmek száma | Győztesek (győzelmeik száma)                           |
| -------------------------------- | --------------- | ------------------------------------------------------ |
| Team Columbia–HTC                | 5               | André Greipel (4), Greg Henderson (1)                  |
| Garmin–Slipstream                | 3               | Tyler Farrar (1), Ryder Hesjedal (1), David Millar (1) |
| Cervélo TestTeam                 | 2               | Simon Gerrans (1), Philip Deignan (1)                  |
| Lampre                           | 2               | Damiano Cunego (2)                                     |
| Team Saxo Bank                   | 2               | Fabian Cancellara (2)                                  |
| Cofidis, le Crédit par téléphone | 1               | David Moncoutie                                        |
| Française des Jeux               | 1               | Anthony Roux                                           |
| Fuji–Servetto                    | 1               | Juan José Cobo                                         |
| Rabobank                         | 1               | Lars Boom                                              |
| Team Milram                      | 1               | Gerald Ciolek                                          |
| Vacansoleil Pro Cycling Team     | 1               | Borut Božič                                            |
| Xacobeo Galicia                  | 1               | Gustavo César Veloso                                   |